# Hold My Hand (canção de Michael Jackson e Akon)
"Hold My Hand" é um dueto musical gravado pelos cantores estadunidenses Michael Jackson e Akon, lançado em 2010.
Provavelmente, a canção seria lançada no álbum Freedom, de Akon, mas uma versão demo da canção acabou vazando na internet em meados de 2008, o que fez com que seu lançamento fosse cancelado.
A faixa foi finalizada por Akon e lançada oficialmente em 15 de novembro de 2010, como primeiro single do álbum póstumo de inéditas Michael, de Jackson. A Sony Music e os responsáveis pelo espólio de Jackson disseram ter uma nota escrita pelo próprio cantor na qual este expressava seu desejo de que "Hold My Hand" fosse o primeiro single em seu próximo projeto.

## Videoclipe
No dia 9 de dezembro de 2010, foi lançado o clipe oficial da música no site oficial do cantor e nos canais de televisão dos EUA. Imagens dramáticas do arquivo de Jackson, gravações de crianças e cenas multiculturais de felicidade marcam os quatro minutos do clipe de "Hold My Hand".
Em apenas 24 horas no ar, já tinha 1 milhão de acessos no You Tube. Apesar de ter sido bem recebido e bem executado mundialmente, a revista Rolling Stone nomeou o video como um dos 11 desastres musicais do ano de 2010.

## Faixas
| European CD Single |                                     |         |  |
| N.º                | Título                              | Duração |  |
| 1.                 | "Hold My Hand"                      | 3:32    |  |
| 2.                 | "Hold My Hand" (Vocals & Orchestra) | 3:44    |  |
| 3.                 | "Hold My Hand" (Alternative Mix)    | 3:48    |  |
| 4.                 | "Hold My Hand" (Instrumental)       | 3:32    |  |
| Duração total:     | Duração total:                      | 13:56   |  |

| Promotional CD Single |                |         |  |
| N.º                   | Título         | Duração |  |
| 1.                    | "Hold My Hand" | 3:32    |  |
| Duração total:        | Duração total: | 3:32    |  |

## Desempenho nas paradas musicais
| Parada musical (2010)                            | Posição |
| ------------------------------------------------ | ------- |
| Japão - Japan Hot 100                            | 1       |
| Suécia - Sweden Singles                          | 8       |
| Bélgica - Belgium Singles TOP50                  | 10      |
| Dinamarca - Denmark Danish Chart                 | 3       |
| Itália - Italian Charts                          | 7       |
| Noruega - Norway Singles Charts                  | 9       |
| Canadá - Canadian Hot 100                        | 16      |
| Áustria - Austria Singles Top 75                 | 9       |
| Austrália - Australian Charts                    | 37      |
| Finlândia - Finland (IFPI)                       | 16      |
| Suíça - Swiss Singles Top 75                     | 9       |
| Espanha - Spain Singles TOP 50                   | 7       |
| Taiwan - Taiwan Singles Top10                    | 1       |
| Nova Zelândia - New Zealand Music                | 6       |
| França - France Singles Charts                   | 27      |
| Alemanha - German Downloads Chart                | 7       |
| Reino Unido - UK Charts (United Kingdon)         | 10      |
| Estados Unidos - Billboard Hot 100               | 39      |
| Estados Unidos - Billboard Hot R&B/Hip-Hop Songs | 1       |
| Europa - Euro Charts                             | 3       |
| UWC (World)                                      | 10      |